# Okanagan
För andra betydelser, se Okanagan (olika betydelser).

Okanagans läge i British Columbia.

Okanagan, även Okanagan Valley, är en region i den kanadensiska provinsen British Columbia. Regionen har 362 258 invånare (2016). Största stad är Kelowna.

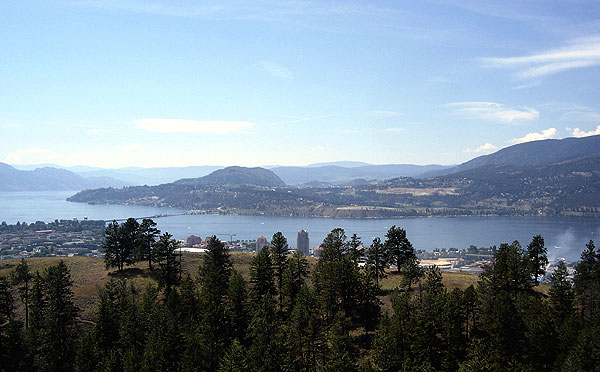
Utsikt över Okanagan Valley från Kelowna.

Regionen, som är känd för sitt torra, soliga klimat, är ett populärt område för utomhusaktiviteter såsom vattensport, skidåkning och vandring. Många pensionärer har också slagit sig ner här.
Jordbruket var tidigare fokuserat på främst äppelodling men på senare tid har vinodling tagit över. Den första vingården anlades år 1932 och idag (2019) finns det 185 vingårdar i regionen.

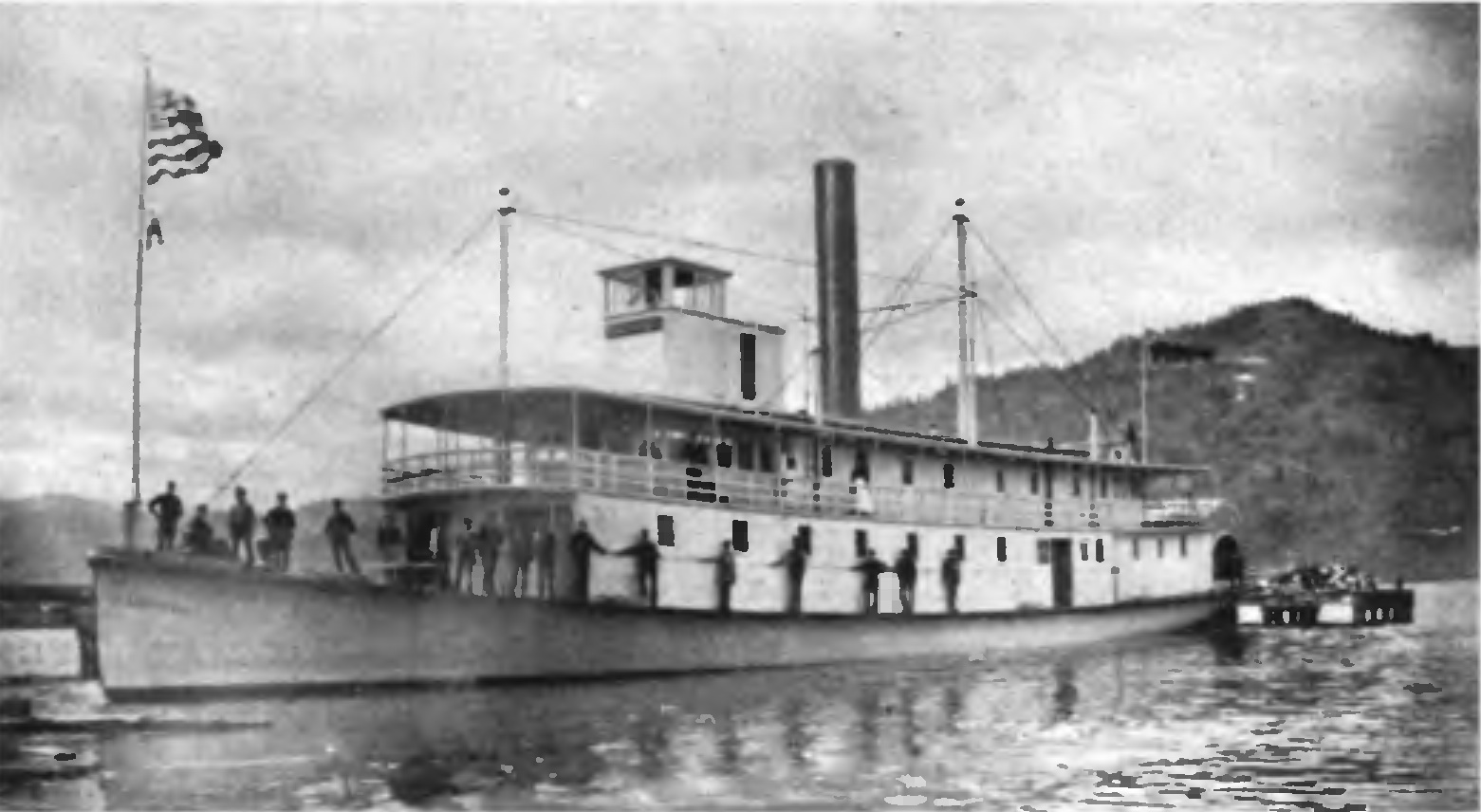
SS Aberdeen på Okanagan Lake, 1890-talet.

Frukten transporterades med hjulångare över Okanagan Lake tills biltrafiken tog över på 1930-talet. Sjön är känd för att det sägs leva ett sjöodjur där som kallas för Ogopogo.